# Nikolai Txudakov
Nikolai Txudakov (rus: Никола́й Григо́рьевич Чудако́в)  (Districte de Novoburassk, 14 de desembre de 1904 - Saràtov, 22 de novembre de 1986) (Nikolai Grigorievitx Txudakov) va ser un matemàtic soviètic.
Txudakov va néixer en una petita vila del districte de Novoburassk, a l'óblast de Saràtov, on el seu pare era assistent mèdic. El seu interès per les matemàtiques va fer que comencés estudis a la universitat estatal de Saratov, però aviat es traslladà a la universitat Estatal de Moscou, on el nivell era més alt i en la qual es va graduar el 1927. Va continuar a Moscou fins al 1930 fent estudis de postgrau i aquest mateix any va ser nomenat professor de matemàtiques avançades a la universitat de Saratov. El 1936 va defensar la seva tesi doctoral, sobre els zeros de la sèrie L de Dirichlet, al Institut de Matemàtiques Steklov de Moscou i s'hi va quedar treballant fins al 1940 quan va ser nomenat cap del departament d'àlgebra i teoria de nombres de la universitat de Saratov. Des del 1962 fins al 1972 va treballar a la sucursal de Leningrad de l'Institut de Matemàtiques Steklov i, de 1972 a 1983, va tornar a dirigir el departament d'àlgebra i teoria de nombres a Saratov. Des de 1983, per motius de salut, Txudakov es va veure obligat a ser professor-consultor.
Els treballs de recerca de Txudakov va ser, sobre tot, en teoria de nombres. Especialment rellevant és el seu resultat dels anys 1930's, sobre bases asimptòtiques, que demostra que "gairebé tots" els nombres parells son la suma de dos nombres primers, una versió menys estricta de la conjectura de Goldbach.